# Acerodon
Acerodon (Acerodon) – rodzaj ssaków z podrodziny Pteropodinae w obrębie rodziny rudawkowatych (Pteropodidae).

## Rozmieszczenie geograficzne
Rodzaj obejmuje gatunki występujące w południowo-wschodniej Azji.

## Morfologia
Długość ciała 190–300 mm, długość ucha 24–34 mm, długość tylnej stopy 37–62 mm, długość przedramienia 130–205 mm; masa ciała 374–1200 g.

## Systematyka
Rodzaj zdefiniował w 1837 roku francuski zoolog i paleontolog Claude Jourdan w artykule zatytułowanym Trzy nowe ssaki z Brazylii, Filipin i Nowej Holandii, które uważa się za typy wielu rodzajów: rodzaj Heteropus należący do rodziny kangurowatych; rodzaj Acerodon należący do rodziny owocożernych nietoperzy; rodzaj Nelomys, rodzaj gryzoni, wyodrębniony z rodzaju Echymis, opublikowanym w czasopiśmie „L’Écho du Monde Savant et l’Hermès”. Gatunkiem typowym jest (oznaczenie monotypowe) acerodon grzywiasty (A. jubatus), którego opisał w 1831 roku niemiecki lekarz, botanik i zoolog Johann Friedrich von Eschscholtz.

### Etymologia
Acerodon: gr. α a ‘bez’; κερας keras, κερατος keratos ‘róg’; οδους odous, οδοντος odontos ‘ząb’.

### Podział systematyczny
Do rodzaju należą następujące gatunki:
| Grafika | Gatunek             | Autor i rok opisu       | Nazwa zwyczajowa    | Podgatunki                     | Rozmieszczenie geograficzne | Podstawowe wymiary                                              | Status IUCN |
| ------- | ------------------- | ----------------------- | ------------------- | ------------------------------ | --- | --------------------------------------------------------------- | ----------- |
|         | Acerodon celebensis | (W.C.H. Peters, 1867)   | acerodon sulaweski  | gatunek monotypowy             | endemit Indonezji: Celebes i pobliskie wyspy oraz Wyspy Sula (Mangole i Sanana); zakres wysokości: 0–1500 m n.p.m.                                                | DC: 19–22 cm DO: bezogonowy DP: 13–14,5 cm MC: około 374 g      | VU          |
|         | Acerodon humilis    | Andersen, 1909          | acerodon słaby      | gatunek monotypowy             | endemit Indonezji: Wyspy Talaud (Salibabu i Karakelong) | DC: brak danych DO: bezogonowy DP: około 14 cm MC: brak danych  | EN          |
|         | Acerodon jubatus    | (von Eschscholtz, 1831) | acerodon grzywiasty | 3 podgatunki (w tym 1 wymarły) | endemit Filipin: szeroko rozpowszechniony (za wyjątkiem obszarów Batanes, Babuyan i Palawanu; prawdopodobnie wymarły na Panay); zakres wysokości: 0–1100 m n.p.m. | DC: 26–30 cm DO: bezogonowy DP: 18,2–20,5 cm MC: 0,8–1,4 kg     | EN          |
|         | Acerodon leucotis   | (Sanborn, 1950)         | acerodon palawański | 2 podgatunki                   | endemit Filipin: Calamian (Busuanga) oraz wyspy Palawan i Balabac                                                                                                 | DC: brak danych DO: bezogonowy DP: 13–16,5 cm MC: brak danych   | VU          |
|         | Acerodon mackloti   | (Temminck, 1837)        | acerodon sundajski  | 5 podgatunków                  | Małe Wyspy Sundajskie (Lombok, Sumbawa, Moyo, Sumba, Flores, Alor, Roti i Timor); zakres wysokości: 0–450 m n.p.m.                                                | DC: około 23 cm DO: bezogonowy DP: 13,9–14,8 cm MC: około 518 g | VU          |

Kategorie IUCN:  VU  – gatunek narażony,  EN  – gatunek zagrożony. 